# Eskortenklass

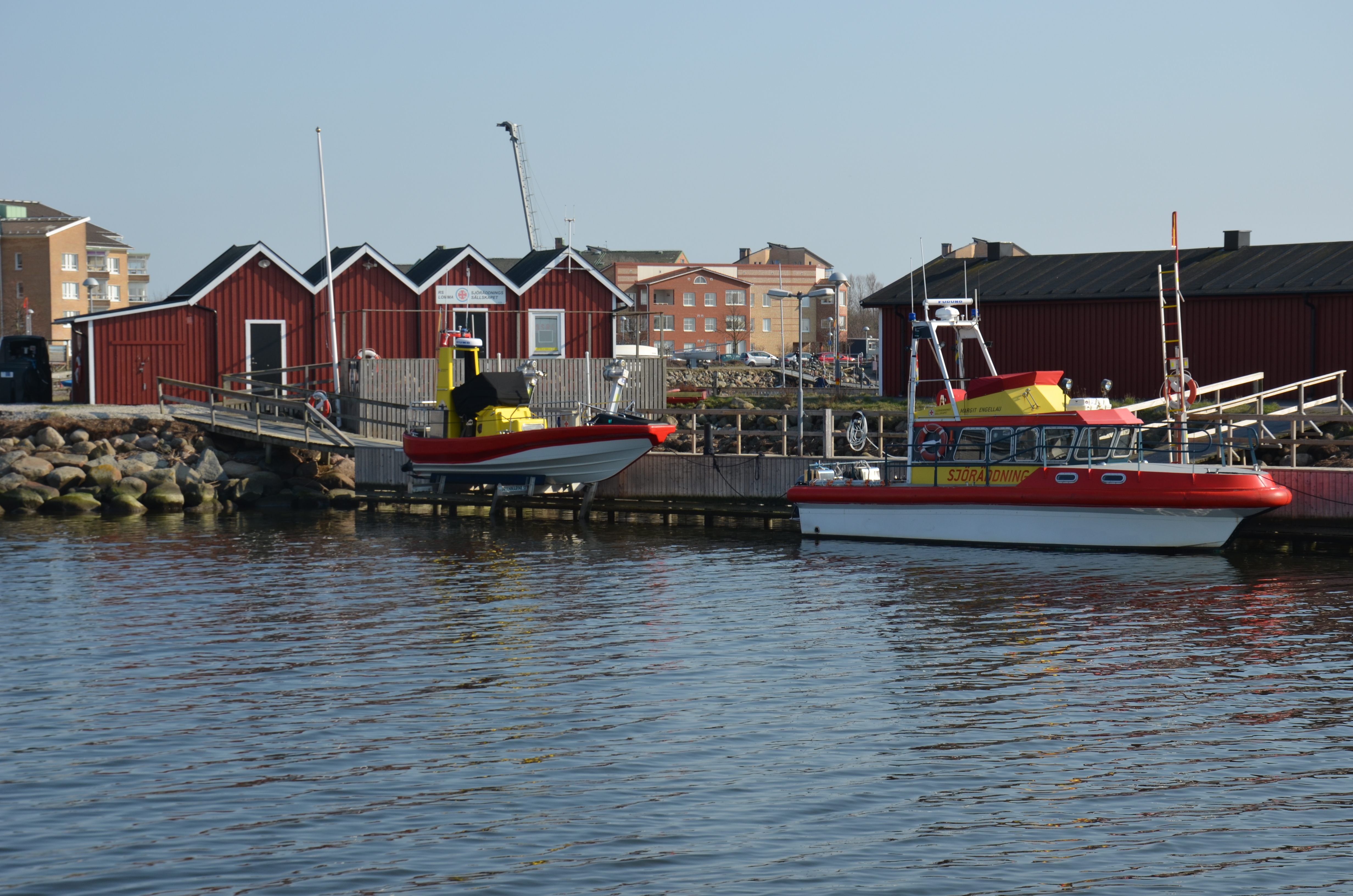
Rescue Margit Engellau (till höger) vid kaj i Räddningsstation Lomma 2013

Eskortenklass är en typ av täckta räddningsfartyg, som tidigare använts inom svenska Sjöräddningssällskapets verksamhet. Sammanlagt togs nio båtar i tjänst.
Fartygen av Eskortenklass utvecklades i mitten av 1980-talet och byggdes 1986-1991. Båten utvecklades från sjöräddningsbåten Gerda Hansson, och skrovet var ett förstärkt skrov från en seriebyggd båt av märket Westform. Syftet var att för serietillverkning få en lättare och snabbare täckt båt än tidigare för främst sommarbruk.
Fartyg av Eskortenklass  har efter hand ersatts av nybyggda fartyg av företrädesvis Postkodlotterietklass. Det fanns 2015 i Sjöräddningssällskapets flotta kvar fem båtar av Eskortenklass, vilka då tjänstgjorde företrädesvis i insjövatten i Vättern och Mälaren. Den sista, Rescue Skeppskär från Räddningsstation Vadstena-Motala, överläts till Dansk Søredningsselskab 2021.

## Byggda fartyg av Eskortenklass 1986–1991
- 10-1 Rescue Skeppskär, från 1999 på Räddningsstation Vadstena-Motala, byggd 1986 för räddningsstationen på Fejan i Norrtälje kommun (1986–1999), från maj 2021 Rescue Ida i Kerteminde tillhörande Dansk Søredningsselskab.[1]
- Rescue Margit Engellau, byggd 1987 och då stationerad vi Räddningsstation Fjällbacka, avyttrad, senast i tjänst till 2014 vid Räddningsstation Lomma[2] Såld till Norge.[3]
- Rescue Skandia, byggd 1987, avyttrad och gått som taxibåt Översten i Stockholms norra skärgård och senare såld till Norge för att gå som dyk- och bärgningsbåt i Oslofjorden[4]
- 10-4  Rescue Rolf Nilsson, byggd 1987, Räddningsstation Simpevarp till 2002, Räddningsstation Mönsterås från 2002..
- 10-6 Rescue Ellen Landin, från 2005 Rescue Cambio, byggd 1988, tjänstgjort på Räddningsstation Käringön 1988-1998, på Räddningsstation Visingsö 1998–2017 och på Räddningsstation Karlsborg från 2017 till 2019 som Rescue Wanäs, då stationen lades ned.
- Rescue Folke Östman, byggd 1989, avyttrad 2015 och därefter taxibåt i Stockholms södra skärgård, tjänstgjort på Räddningsstation Möja 1989-1990, därefter på Räddningsstation Öregrund till 2001, Räddningsstation Fårö till 2002 och därefter på Räddningsstation Lönnånger till 2015
- 10-8 Rescue J. Sigfrid Edström, Räddningsstation Västerås, byggd 1991
- Rescue Evert Taube, Räddningsstation Hudiksvall (sjöräddning), tagen ur tjänst 2010
- Rescue Gustaf Olsson donerades av Sten A. Olsson 1987 till Sjöräddningssällskapet och överflyttades från Hovås 1998 och har därefter funnits på Räddningsstation Karlsborg.

## Räddningsfartyg i Danmark
Dansk Søredninsselskab hade 2022 tre räddningsbåtar av Eskortenklass i sin tjänst: Rescue Heimdal (tidigare Rescue Ellen Landin) i Helsingør, Rescue Ida (tidigare Rescue Skeppskär) i Kerteminde och Rescue Aarø i Årø havn.